# Кубок Швеції з футболу 2010
Кубок Швеції з футболу 2010 — 55-й розіграш кубкового футбольного турніру у Швеції. Титул вчетверте здобув Гельсінгборг ІФ.

## Календар
| Раунд            | Дата                      | Матчі | Клуби   |
| ---------------- | ------------------------- | ----- | ------- |
| Попередній раунд | 3-24 березня 2010         | 26    | 98 → 72 |
| Перший раунд     | 18-31 березня 2010        | 24    | 72 → 48 |
| Другий раунд     | 7-22 квітня 2010          | 16    | 48 → 32 |
| 1/16 фіналу      | 18 травня - 3 червня 2010 | 16    | 32 → 16 |
| 1/8 фіналу       | 27 червня - 5 липня 2010  | 8     | 16 → 8  |
| 1/4 фіналу       | 9-21 липня 2010           | 4     | 8 → 4   |
| 1/2 фіналу       | 27-28 жовтня 2010         | 2     | 4 → 2   |
| Фінал            | 13 листопада 2010         | 1     | 2 → 1   |

## 1/16 фіналу
| Команда 1              | Рахунок | Команда 2        |
| ---------------------- | ------- | ---------------- |
| 18 травня 2010         |         |                  |
| «Лімгамн Банкефлу» (3) | 0:1     | М'єльбю АІФ      |
| Юнгшиле СК (2)         | 2:0     | «Юргорден»       |
| «Сиріанска» (2)        | 0:1 дч  | Мальме ФФ        |
| Енгельгольм ФФ (2)     | 1:0     | Гальмстад БК     |
| 19 травня 2010         |         |                  |
| «Гаммарбю» ТФФ (3)     | 1:3     | Гельсінгборг ІФ  |
| Фалькенбергс ФФ (2)    | 0:2     | «Броммапойкарна» |
| Дегерфорс ІФ (2)       | 0:2     | «Ельфсборг»      |
| ФК Тролльгеттан (2)    | 0:3     | Кальмар ФФ       |
| Естерсунд ФК (3)       | 0:5     | «Геккен»         |
| «Весбю Юнайтед» (2)    | 0:2     | ІФК Гетеборг     |
| «Єнчепінг Седра» (2)   | 2:1 дч  | Отвідабергс ФФ   |
| 25 травня 2010         |         |                  |
| ІФК Норрчепінг (2)     | 0:2 дч  | Еребру СК        |
| «Ергрюте» (2)          | 0:1     | «Єфле»           |
| ГІФ Сундсвалль (2)     | 1:2 дч  | ГАІС             |
| «Естерс» (2)           | 1:3 дч  | АІК              |
| 3 червня 2010          |         |                  |
| «Гаммарбю» ІФ (2)      | 3:1     | Треллеборг ФФ    |

## 1/8 фіналу
| Команда 1            | Рахунок      | Команда 2        |
| -------------------- | ------------ | ---------------- |
| 27 червня 2010       |              |                  |
| ІФК Гетеборг         | 3:4 дч       | Кальмар ФФ       |
| Юнгшиле СК (2)       | 0:1          | «Єфле»           |
| 1 липня 2010         |              |                  |
| «Гаммарбю» ІФ (2)    | 3:1          | «Ельфсборг»      |
| 2 липня 2010         |              |                  |
| «Єнчепінг Седра» (2) | 0:2          | Еребру СК        |
| 4 липня 2010         |              |                  |
| М'єльбю АІФ          | 4:1          | Мальме ФФ        |
| ГАІС                 | 0:0 пен. 3:4 | «Броммапойкарна» |
| 5 липня 2010         |              |                  |
| Гельсінгборг ІФ      | 2:1          | «Геккен»         |
| Енгельгольм ФФ (2)   | 1:2 дч       | АІК              |

## 1/4 фіналу
| Команда 1         | Рахунок      | Команда 2        |
| ----------------- | ------------ | ---------------- |
| 9 липня 2010      |              |                  |
| АІК               | 1:1 пен. 4:5 | Гельсінгборг ІФ  |
| 10 липня 2010     |              |                  |
| Еребру СК         | 0:3          | М'єльбю АІФ      |
| 11 липня 2010     |              |                  |
| Кальмар ФФ        | 3:1 дч       | «Єфле»           |
| 21 липня 2010     |              |                  |
| «Гаммарбю» ІФ (2) | 2:2 пен. 5:4 | «Броммапойкарна» |

## 1/2 фіналу
| Команда 1         | Рахунок      | Команда 2   |
| ----------------- | ------------ | ----------- |
| 27 жовтня 2010    |              |             |
| «Гаммарбю» ІФ (2) | 2:2 пен. 4:3 | Кальмар ФФ  |
| 28 жовтня 2010    |              |             |
| Гельсінгборг ІФ   | 2:0          | М'єльбю АІФ |

## Фінал
| 13 листопада 2010 16:30 (EEST) |

| «Гаммарбю» ІФ (Стокгольм) (2) | 0:1      | Гельсінгборг ІФ |
| ----------------------------- | -------- | --------------- |
|                               | Протокол | Йонссон 80'     |

| Седерстадіон, Стокгольм Глядачів: 12 357 Арбітр: Даніел Столгаммар |